# Mark Asper
Mark Vaughn Asper (Rexburg, 8 novembre 1985) è un giocatore di football americano statunitense che gioca nel ruolo di offensive guard per i New York Giants della National Football League (NFL). Fu scelto nel corso del sesto giro (178º assoluto) del Draft NFL 2012 dai Buffalo Bills. Al college ha giocato a football all'Università dell'Oregon.

## Carriera professionistica

### Buffalo Bills
Il 28 aprile 2012, Asper fu scelto nel corso del sesto giro del Draft 2012 dai Buffalo Bills. Il 10 maggio firmò il suo contratto con i Bills. Il 31 agosto fu tagliato.

### Minnesota Vikings
Il 1º settembre 2012, Asper firmò un contratto per giocare coi Minnesota Vikings. Coi Vikings non scese mai in campo prima di svenire svincolato.

### Jacksonville Jaguars
Asper firmò coi Jaguars il 24 dicembre e con essi debuttò come professionista nell'ultima gara della stagione regolare 2012 contro i Tennessee Titans. Il 26 agosto 2013 fu svincolato.

### Ritorno ai Bills
Il 1º settembre 2013, Asper firmò per fare ritorno nella squadra di allenamento dei Bills.

### New York Giants
Il 29 luglio 2014, Asper firmò coi New York Giants.

## Statistiche
| Partite totali      | 1 |
| Partite da titolare | 0 |

Statistiche aggiornate alla stagione 2013